# 田宿信号所
田宿信号所（たじゅくしんごうじょ）は、かつて静岡県富士市にあった岳南鉄道（現・岳南電車）岳南線の信号場である。

## 歴史
- 1951年（昭和26年）12月20日：開設。
- 1982年（昭和57年）11月15日：廃止。

## 構造
富士市立今泉小学校東側の踏切の直ぐ北側に機回し線を兼ねた線路があり、信号所南側の興人富士工場への専用線と、西側の大昭和製紙・大二製紙への専用線が分岐していた。信号所建物は各引込線分岐点東側に存在する。左富士信号所とは対照的に、2009年（平成21年）現在でも施設はほぼそのままの形で残っており、線路の大半も剥がされることなく残っている。

## 隣の駅
岳南鉄道
■岳南線
本吉原駅 - 田宿信号所 - 岳南原田駅